# Cardamine concatenata
Cardamine concatenata är en korsblommig växtart som först beskrevs av André Michaux, och fick sitt nu gällande namn av Otto Karl Anton Schwarz. Cardamine concatenata ingår i släktet bräsmor, och familjen korsblommiga växter. Inga underarter finns listade i Catalogue of Life.

## Bildgalleri

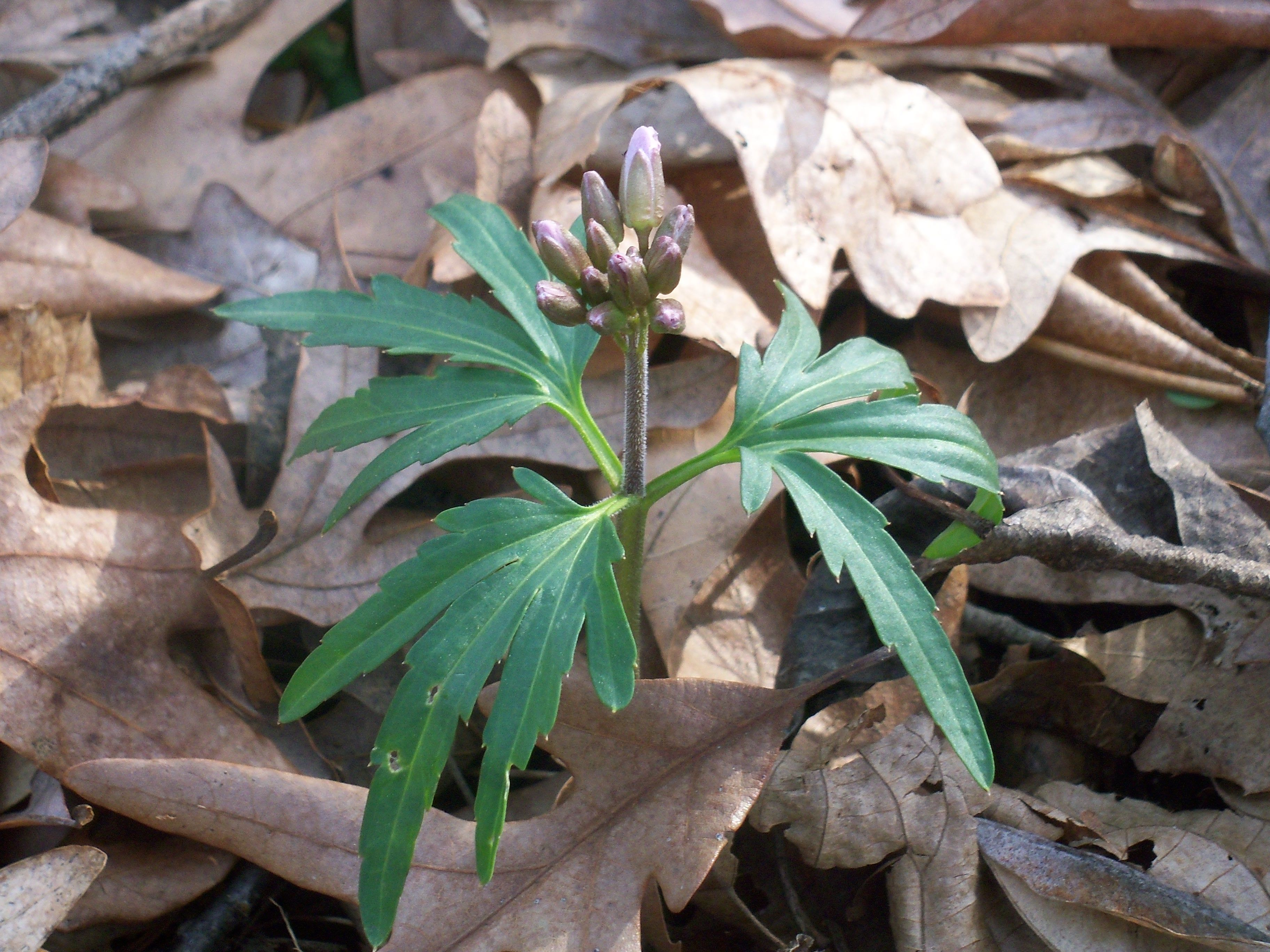
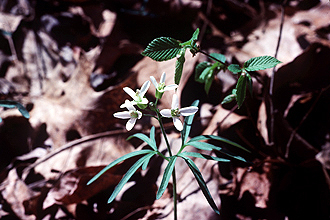
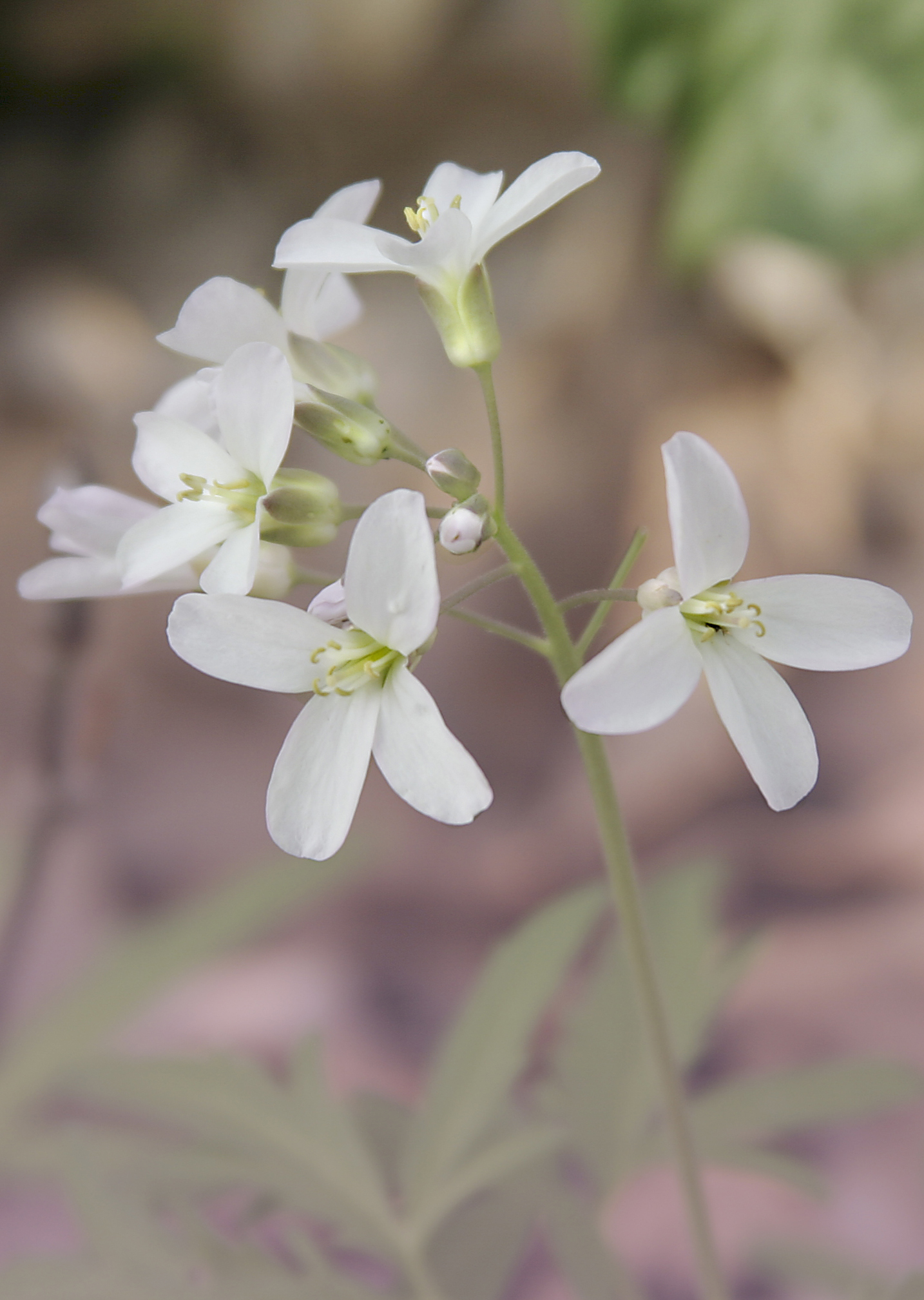
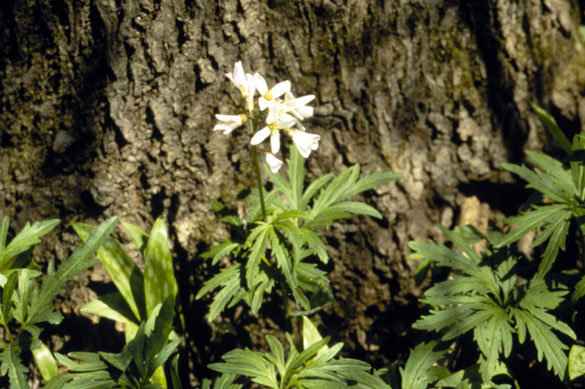
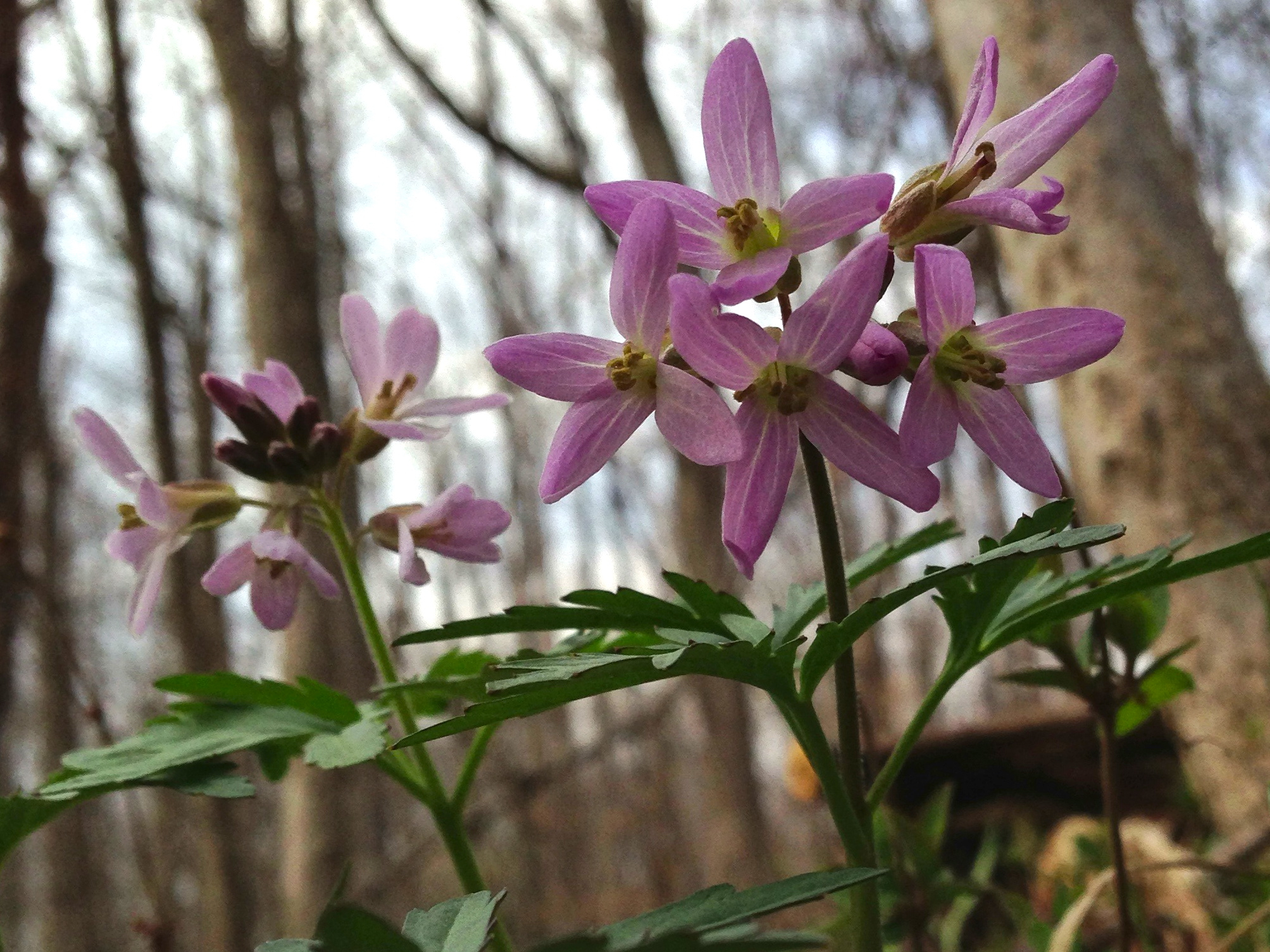
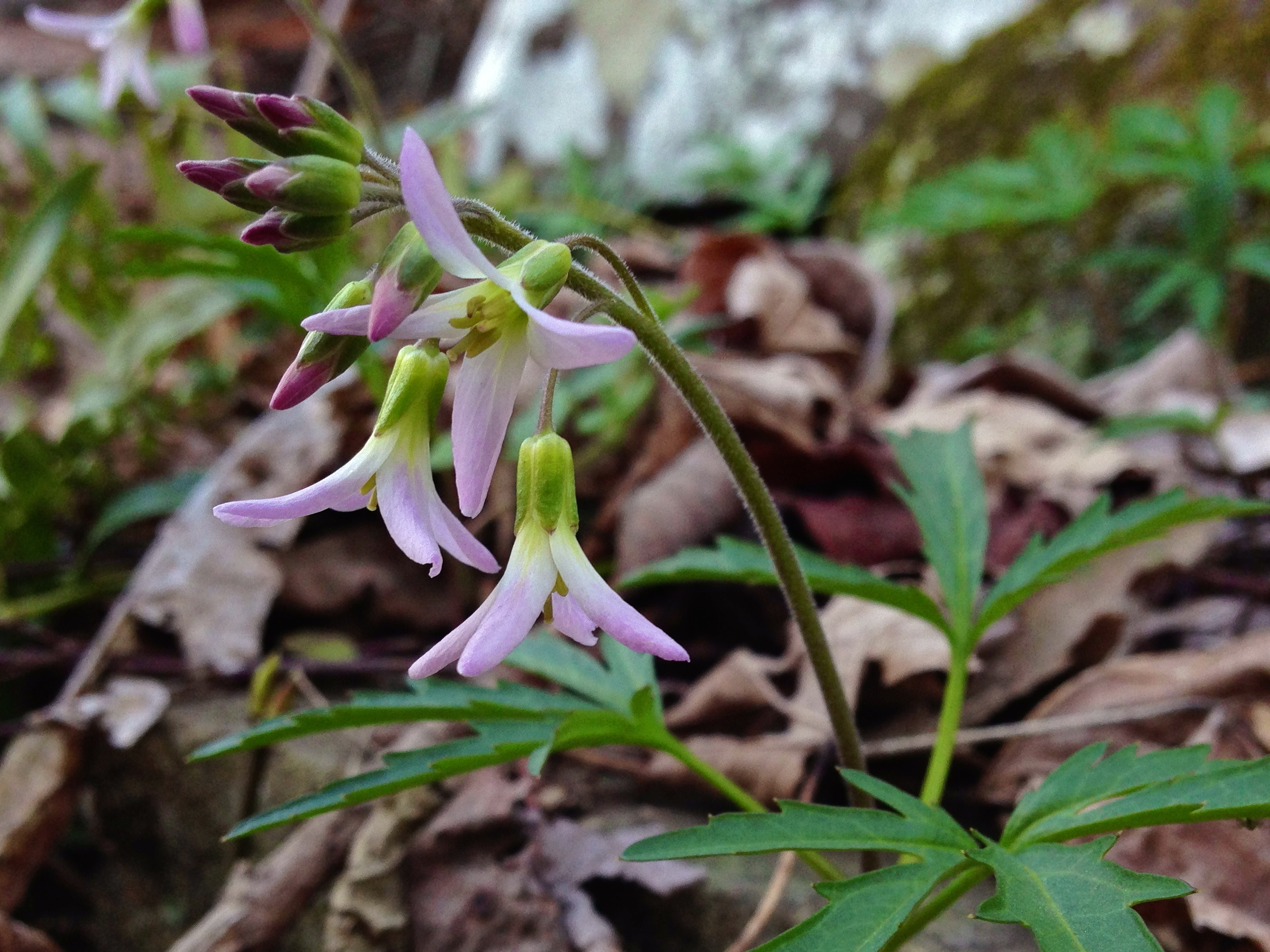